# Sportpark Zuid (Groesbeek)
Sportpark Zuid, soms ook kortweg Zuid, is de accommodatie van voetbalclub De Treffers uit Groesbeek in de Nederlandse provincie Gelderland, dat uitkomt op het hoogste niveau in het amateurvoetbal de tweede divisie.
Sinds het begin van de jaren 80 speelt De Treffers op Zuid. Op Sportpark Zuid zijn dan ook veel toonaangevende wedstrijden gespeeld. De wedstrijden voor de KNVB beker en de thuiswedstrijden tegen dorpsgenoot en aartsrivaal Achilles '29 trekken jaarlijks veel toeschouwers. Ook speelt N.E.C. regelmatig oefenwedstrijden op Zuid, zo ook af en toe tegen De Treffers.
De wedstrijd met de meeste toeschouwers op Sportpark Zuid voor zover bekend is met uitstek de wedstrijd die De Treffers in mei 1988 speelde tegen het Nederlands voetbalelftal. De wedstrijd (0-10), een maand voor het succesvolle EK 1988, zou zegge en schrijve ruim 10.000 toeschouwers getrokken hebben. Tegenwoordig is de capaciteit van Zuid beperkt tot 5.000 toeschouwers.
Sportpark Zuid heeft circa 400 overdekte zitplaatsen en nog ruim 800 overdekte staanplaatsen. Tussen 2008 en 2010 is het sportpark flink onder handen genomen. Zo is een hele nieuwe kantine met onderliggende kleedkamers en fitnessruimtes gebouwd en zijn er twee kunstgrasvelden bij gekomen. Sinds de verbouwing van het sportpark is er in een zaal boven de kantine ook plaats voor de Groesbeekse judovereniging en Pluryn, een instelling voor mensen met een lichamelijke of geestelijke beperking.